# Ciconia microscelis
Ciconia microscelis, comúnmente conocida como cigüeña patinegra, es una especie africana de ave de la familia Ciconiidae.
Fue considerada una subespecie de la cigüeña episcopal (Cigonia episcopus) antes de ser reconocida como especie de pleno derecho por el COI en 2023.
Se diferencia principalmente por sus patas más oscuras y por un borde más degradado entre blanco y negro en la cara.

## Distribución
Su área de distribución se extiende por el África subsahariana, (menos frecuentemente en el sur de África y el Cuerno de África).

## Clasificación
El nombre completo válido de este taxón es Ciconia microscelis Gray, 1848.